# Oasi (area protetta)

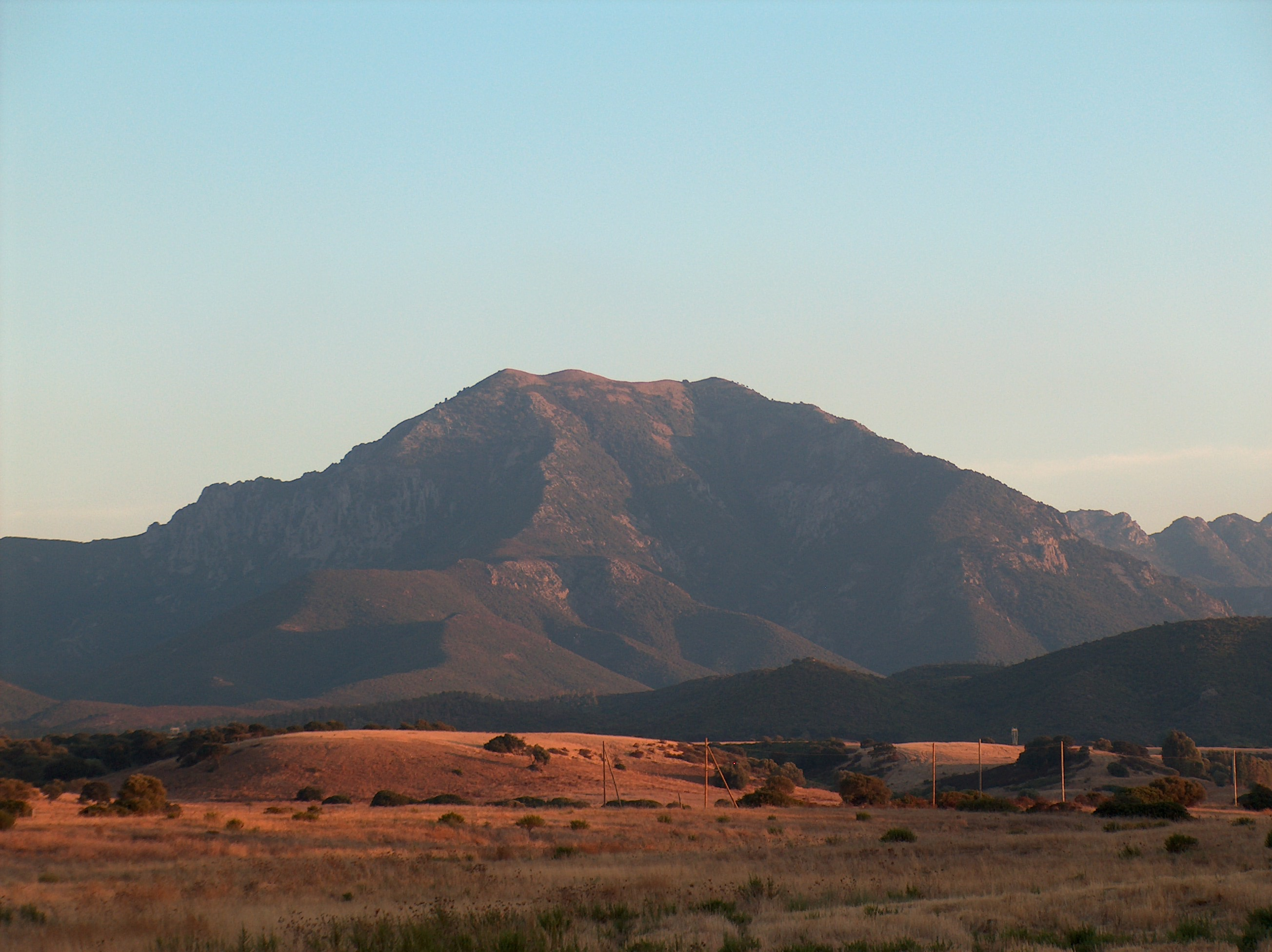
L'oasi WWF del Monte Arcosu misura 36 km² sul Monte Arcosu e dà rifugio a mille esemplari della sottospecie autoctona di cervo rosso (Cervus elaphus corsicanus).

In senso lato, un'oasi è un'area naturale protetta per la conservazione di un habitat di particolare interesse floristico e faunistico e per la salvaguardia della sua biodiversità.
In senso stretto, un'oasi è «destinata al rifugio, alla riproduzione ed alla sosta della fauna selvatica» e vi è proibita la caccia, salvo per motivi di controllo delle specie faunistiche in sovrannumero. In questo caso si parla più precisamente di oasi di protezione.
La protezione di un'area naturale si rende necessaria in zone che presentano delle criticità ambientali e che quindi non sarebbero in grado di garantire nel lungo periodo la conservazione delle specie faunistiche presenti.
La gestione delle oasi italiane è storicamente affidata alle associazioni ambientaliste. Tra gli enti privati che gestiscono le oasi figurano associazioni pioniere come la Lega Italiana Protezione Uccelli (LIPU), il World Wide Fund for Nature (WWF), Pro Natura e Legambiente.

## Storia
In Italia, fin dagli anni sessanta, nel periodo in cui nascono le prime associazioni ambientaliste e le tematiche ambientali entrano per la prima volta nell'agenda politica, la parola "oasi" viene utilizzata per indicare un'area protetta dove non si può cacciare, sono quindi oasi di protezione della fauna: in particolare, la prima oasi istituita in Italia è l'oasi WWF di Burano, in Toscana, nel 1967, e viene inizialmente affittata dal WWF per contrastare l'attività venatoria indiscriminata sull'area.

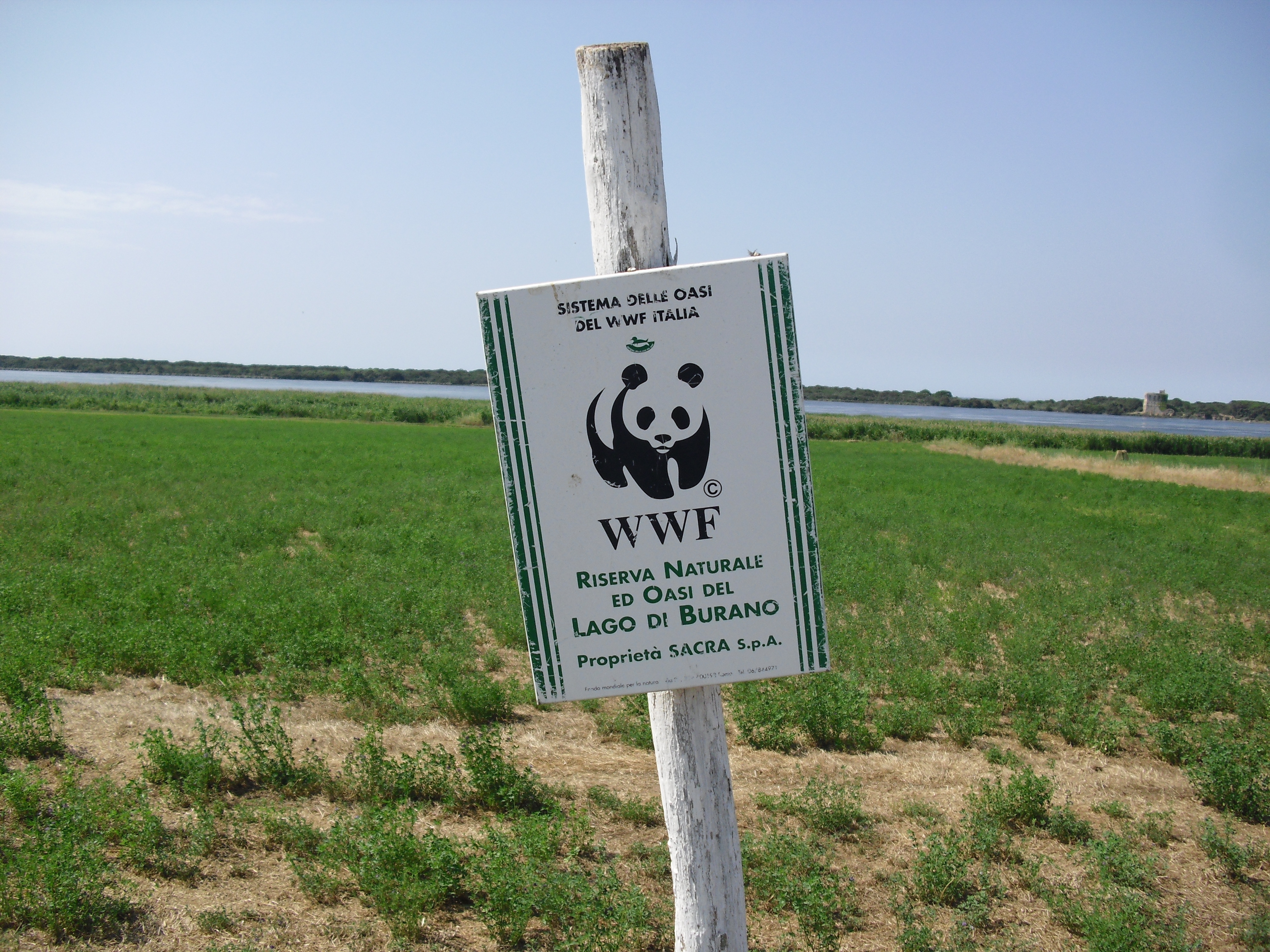
Un cartello nell'Oasi di Burano, la prima oasi istituita in Italia nel 1967.

La prima oasi LIPU, invece, viene istituita nel 1973 per tutelare la zona umida di Crava Morozzo e le numerose specie di uccelli che vi sostano durante le loro migrazioni. Negli anni novanta lo Stato fa un passo avanti nella tutela ambientale promulgando la Legge Quadro sulle Aree protette (L. n. 394 del 6 dicembre 1991).
Sebbene il Ministero dell'Ambiente e della Tutela del Territorio e del Mare non dia alle oasi una definizione stabilita per legge, le inserisce all'interno dell'elenco ufficiale della aree naturali protette (UEAP) tra le altre aree naturali protette, descrivendole in maniera generica come "oasi delle associazioni ambientaliste":
()

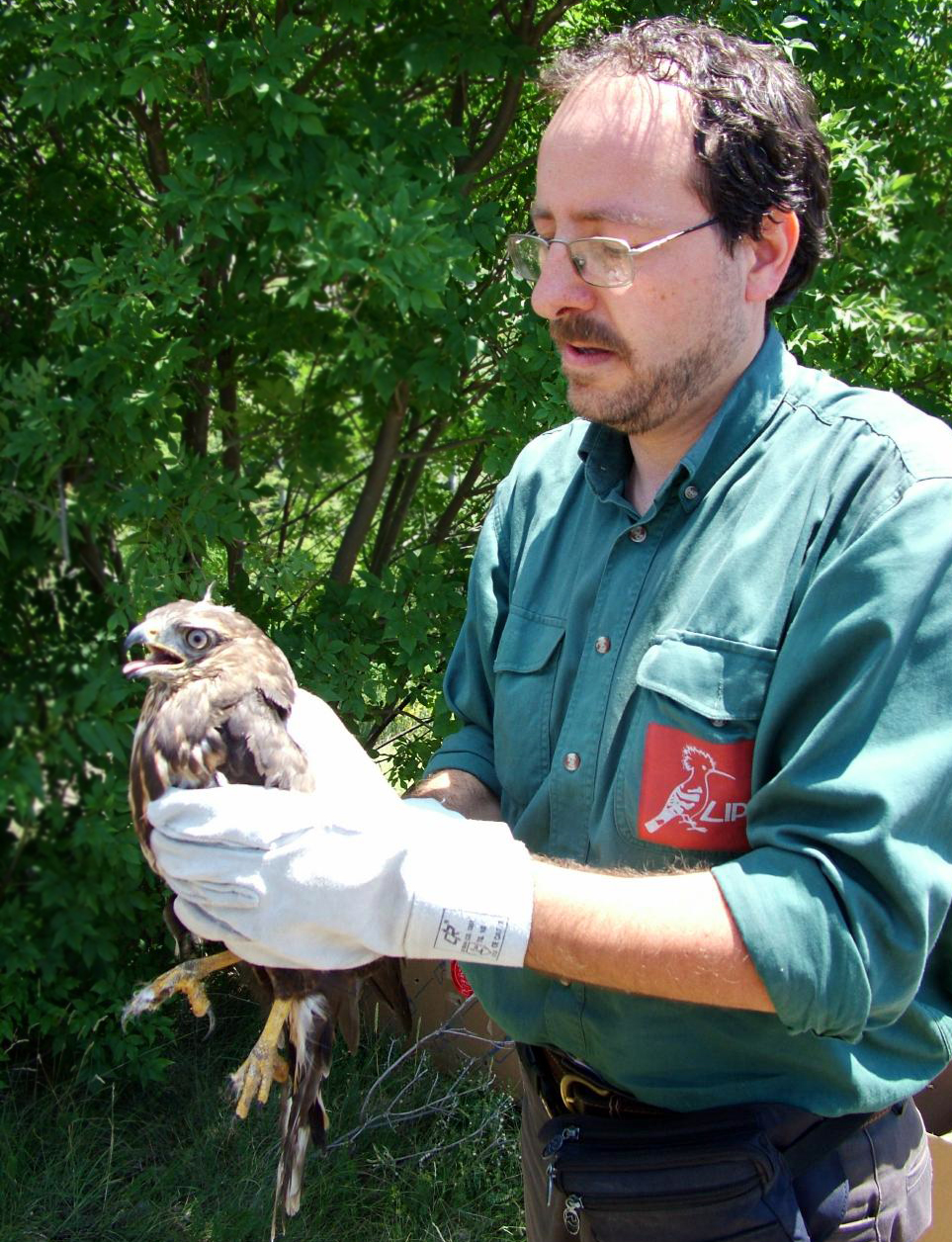
Un rapace viene controllato da un volontario LIPU in uno dei Centri Recupero Fauna Selvatica. Un'elevata percentuale degli animali curati appartiene alla lista delle specie a rischio.

Nell'elenco ufficiale delle aree naturali protette stabilito proprio dalla Legge Quadro del 1991, si ritrovano le oasi sia nei nomi ufficiali di alcune aree protette che nella tipologia di area protetta, stabilendo una consuetudine all'uso del termine, ma non tutte le oasi rientrano in questa classificazione.
La Legge n. 157 dell'11 febbraio 1992 recante Norme per la protezione della fauna selvatica omeoterma e per il prelievo venatorio è la legge che definisce la protezione della fauna selvatica e regolamenta per la prima volta l'attività venatoria in Italia. All'art. 10 comma 8 viene data una prima definizione ufficiale di oasi di protezione:
()
Negli articoli seguenti vengono stabiliti i dettagli: al comma 16 dell'art. 10 si precisa che «Le regioni, in via eccezionale, ed in vista di particolari necessità ambientali, possono disporre la costituzione coattiva di oasi di protezione.»; al comma 1 dell'art. 21 si aggiunge che nelle oasi di protezione «È vietato a chiunque (...) l'esercizio venatorio» e «prendere e detenere uova, nidi e piccoli nati di mammiferi e uccelli », tranne che in casi eccezionali, per salvarli da morte sicura e avvisando entro 24 ore le autorità provinciali. L'articolo 30 stabilisce infine le sanzioni penali nel caso di violazione della legge.
Le oasi non rientrano nella Classificazione internazionale delle aree protette.

## Oasi in Italia
A seguire l'elenco parziale delle oasi in Italia:
- Oasi del Bassone-Torbiera di Albate
- Oasi della Bora
- Oasi di Bosco Casale
- Oasi del Bosco di Montorfano
- Oasi del Busatello
- Oasi di Castelvolturno
- Oasi Dune di Tirrenia
- Oasi del Lago di Alanno - Piano d'Orta
- Oasi Lago di Campolattaro
- Oasi Lago di Conza
- Oasi Lago Salso
- Oasi di Macchiagrande
- Oasi Montagna di Sopra
- Oasi del Monte Dente
- Oasi di Persano
- Oasi di Ponte Barca
- Oasi di Porto
- Oasi di Sant'Alessio
- Oasi del Simeto
- Oasi delle Steppe Sarde
- Oasi di Valtrigona
- Oasi di Vulci
- Oasi Zegna
- Oasi Zone Umide Beneventane

## Oasi WWF
Le oasi più note sono quelle gestite dal WWF Italia e comunemente dette oasi WWF: in particolare, il WWF Italia ne gestisce 106, distribuite in tutte le regioni italiane, per un totale di 31.000 ettari di territorio protetto: di questi, 6500 ettari appartengono direttamente al WWF. Oasi particolarmente note quelle della Laguna di Orbetello e del Lago di Burano in Maremma. La gestione è affidata nella maggior parte dei casi alle associazioni locali del WWF Italia.
A queste, dal 2005, si affiancano alcune oasi che non sono gestite direttamente dai gruppi locali del WWF ma sono gestite da altri privati, e per questo affiliate al WWF Italia attraverso il Programma per le Aree affiliate (in inglese, Programme of Affiliated Areas), accordo di affiliazione che permette di proteggere anche quelle aree di interesse ambientale che rientrano in terreni privati. Per esempio, un'oasi WWF affiliata è quella di Gabbianello.

### Oasi del Respiro
Le Oasi del Respiro WWF rappresentano un'iniziativa congiunta di Golia e WWF Italia, concepita con l'obiettivo di sensibilizzare il pubblico sull'importanza della respirazione consapevole e sulla tutela degli ambienti naturali in cui è possibile alleviare lo stress. Il progetto prevede la collaborazione con AMEF (Associazione Italiana Medicina Forestale), che ha formato operatori specializzati e sviluppato percorsi dedicati, offrendo ai visitatori esperienze rigenerative all'interno di aree naturali protette. All'interno di queste oasi, i partecipanti sono incoraggiati a interagire con l'ambiente attraverso un approccio multisensoriale, favorendo un contatto profondo con la natura.
Dal 2023, in Italia sono state istituite sei Oasi del Respiro WWF, localizzate nelle seguenti aree protette:
- Cratere degli Astroni (NA)
- Gole del Sagittario (AQ)
- Oasi dei Ghirardi (PR)
- Riserva Bosco di Vanzago (MI)
- Oasi di Macchiagrande (RM)
- Riserva Naturale Statale Le Cesine (LE)

Queste oasi rappresentano un modello innovativo di fruizione della natura, integrando benessere psicofisico e conservazione ambientale.

## Oasi LIPU
La LIPU protegge e gestisce fin dal 1973 alcune aree rilevanti per la riproduzione degli uccelli migratori o per la conservazione di peculiari specie avicole, come le Important Bird Area. Le specie faunistiche e floristiche censite e preservate nelle oasi LIPU sono circa 50.000, tra cui figurano circa 250 specie di uccelli.
Tra le oasi LIPU figurano per esempio l'Oasi di Carloforte, l'Oasi di Crava Morozzo e l'Oasi LIPU di Massaciuccoli e numerosi siti di interesse comunitario.